# Clematis
Clematis is een geslacht van lianen en overblijvende kruiden uit de ranonkelfamilie (Ranunculaceae). 
Ze komen voor in de gematigde zones op beide halfronden, en in gebergten in de tropen. De soorten uit gematigde streken zijn bladverliezend, maar die uit warmere streken groenblijvend.
In de Benelux komen de bosrank (Clematis vitalba) en de Italiaanse clematis (Clematis viticella) voor, terwijl in Noord-Amerika drie soorten van nature voorkomen.
De planten worden gekenmerkt door vier tot acht kelkbladen; de kroonbladen ontbreken. De matig tot sterk groeiende klimplanten bereiken een hoogte van twee tot zes meter. Enkele soorten klimmen echter niet en zijn enigszins verhout, bijvoorbeeld Clematis integrifolia en Clematis alpina.

## Taxonomie
Bij een recente classificatie onderscheidde men 297 soorten. Huidige botanici hebben het geslacht vaak onderverdeeld. M. Johnson verdeelde het in negentien secties, waarvan verschillende weer met verdere onderverdelingen.  Christopher Grey-Wilson maakte een vergelijkbare indeling. De ondergeslachten volgens Grey-Wilson zijn:
Clematis, Cheiropsis, Flammula, Archiclematis, Campanella, Atragene, Tubulosae, Pseudanemone en Viorna

## Tuin
De stengels winden zich langs andere planten of steunpunten omhoog. De bloeiperiode loopt uiteen van mei tot september.
Voor de tuin is een groot aantal cultivars beschikbaar, die in kleur sterk uiteenlopen, waarbij de bloem ster- of schaalvormig kan zijn. De afmeting van de bloemen varieert van enkele centimeters tot meer dan 20 cm.

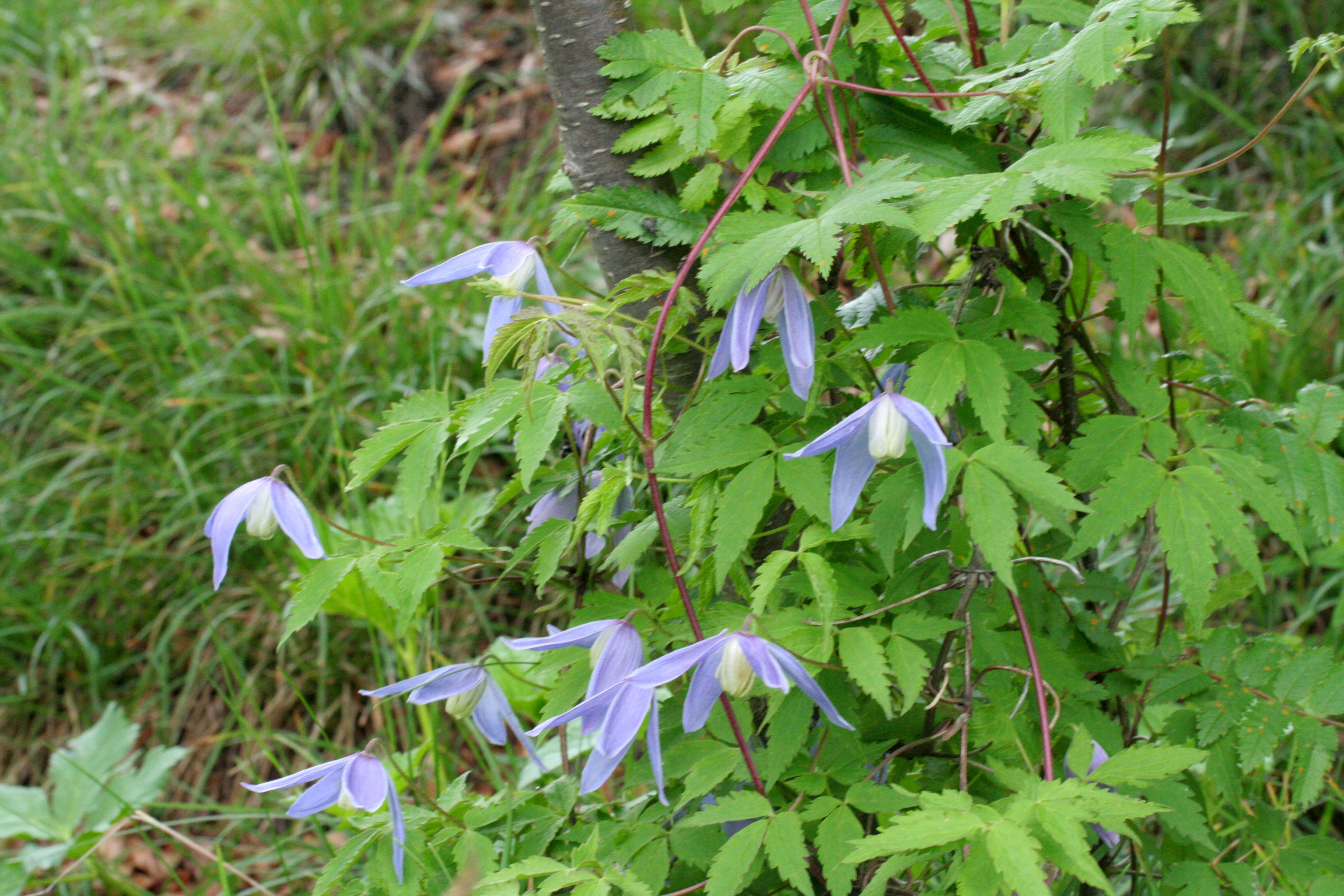
Clematis alpina
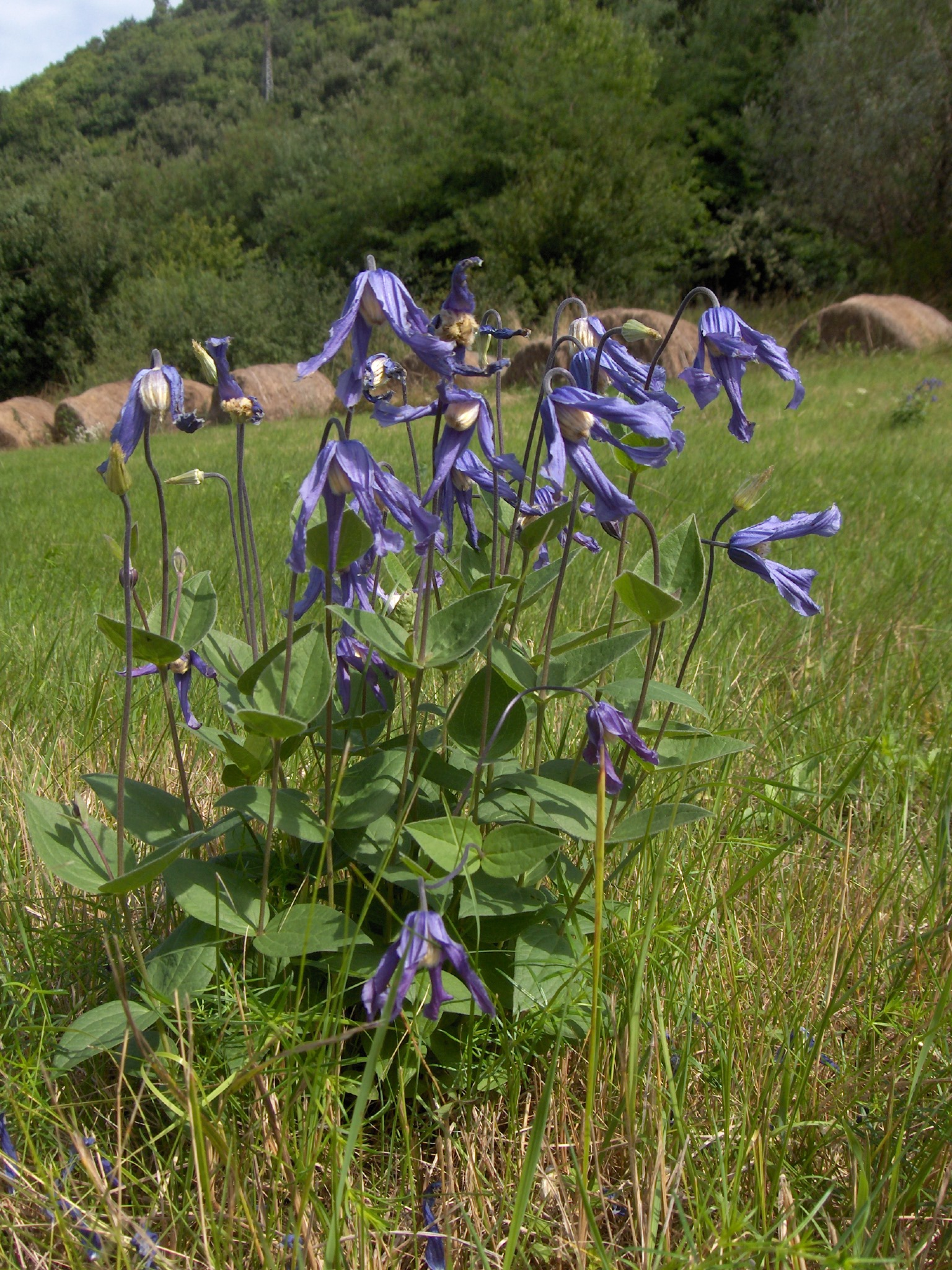
Clematis integrifolia
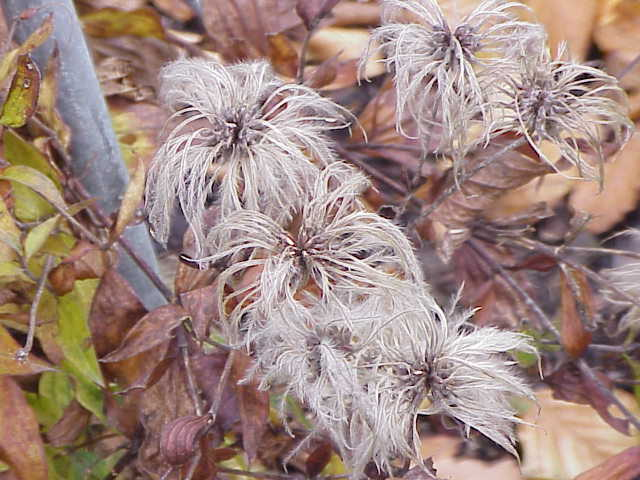
Clematis integrifolia
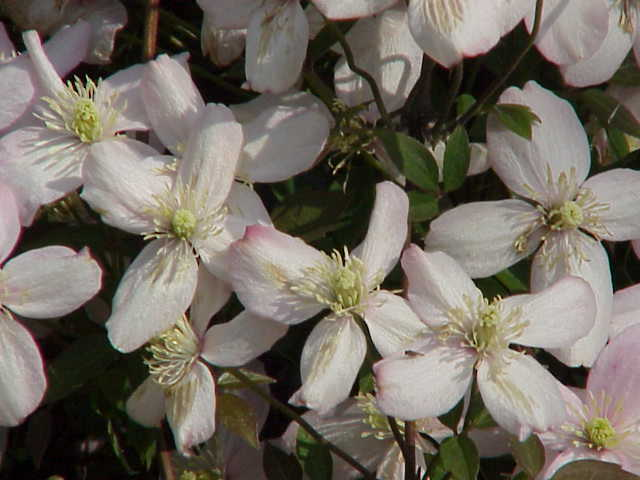
Clematis montana
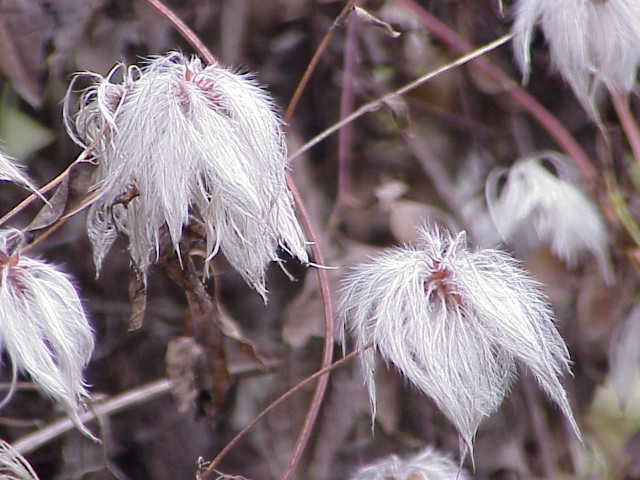
Clematis tangutica
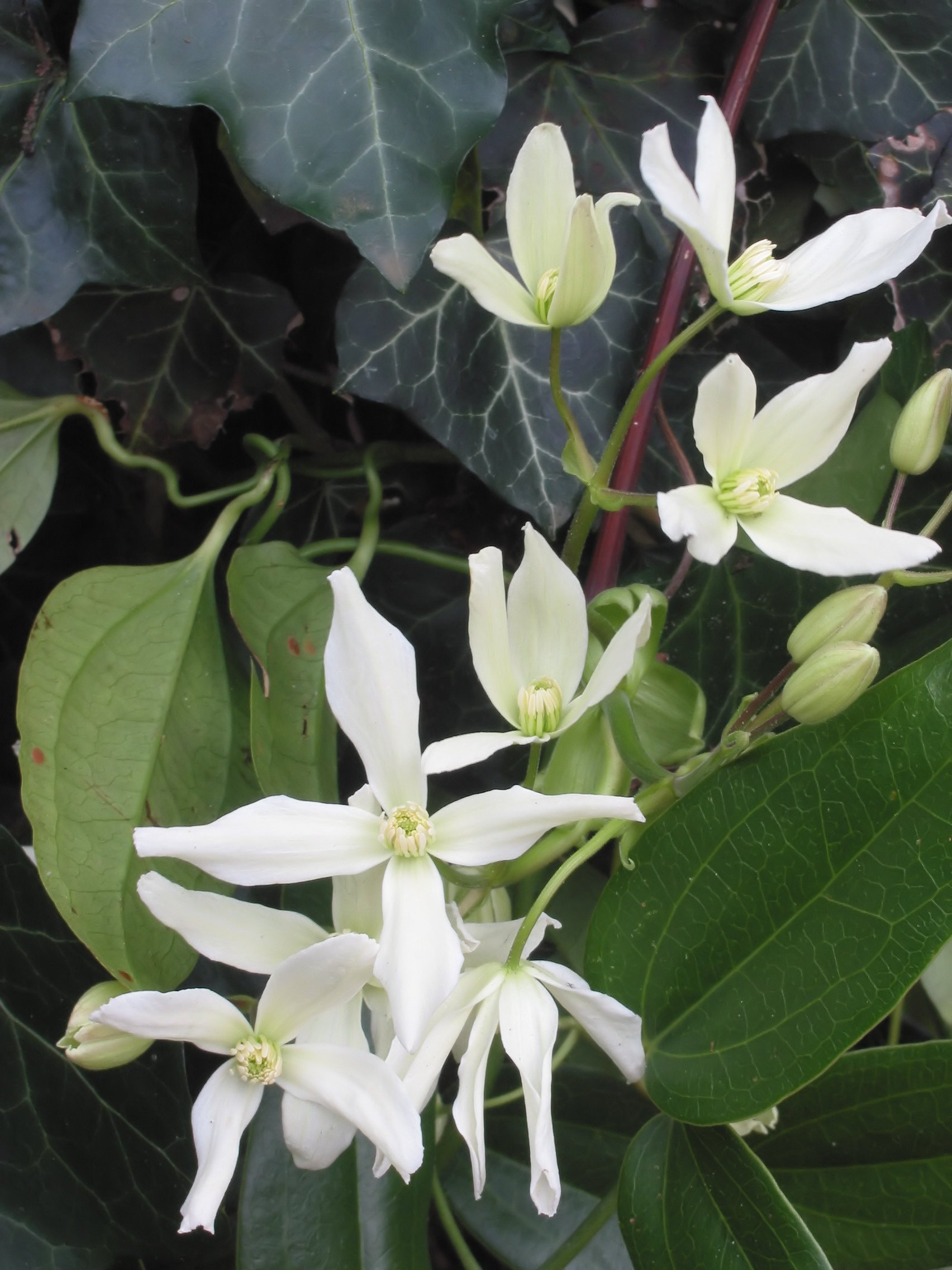
Clematis armandii

... · Aconitum (Monnikskap) · Actaea · Adonis · Aquilegia (Akelei) · Anemone (Anemoon) · Caltha (Dotterbloem) · Clematis · Consolida (Ridderspoor) · Delphinium (Ridderspoor) · Eranthis · Helleborus (Nieskruid) · Hepatica · Myosurus · Nigella (Nigelle) · Pulsatilla · Ranunculus (Boterbloem) · Thalictrum (Ruit) · Trollius · ...
C. alpina ·
C. armandii ·
C. columbiana ·
C. integrifolia ·
C. koreana ·
C. macropetala ·
C. montana (Bergbosrank) ·
C. occidentalis ·
C. ochotensis ·
C. paniculata ·
C. tangutica ·
C. vitalba (Bosrank) ·
C. viticella (Italiaanse clematis)